# جزیره آندامان
جزیره آندامان یا جزیره اَندامان یک جزیره مصنوعی به مساحت ۷۶۰ جریب فرنگی (۳٫۱ کیلومتر مربع) است که در نزدیکی ساحل شمال شرقی جزیره پنانگ در ایالت پنانگ مالزی قرار دارد. این جزیره به فاصله ۷۶۰ متر (۲٬۴۹۰ فوت) از خط ساحلی جزیره پنانگ قرار گرفته و در حوزه قضایی جرج تاون قرار دارد.

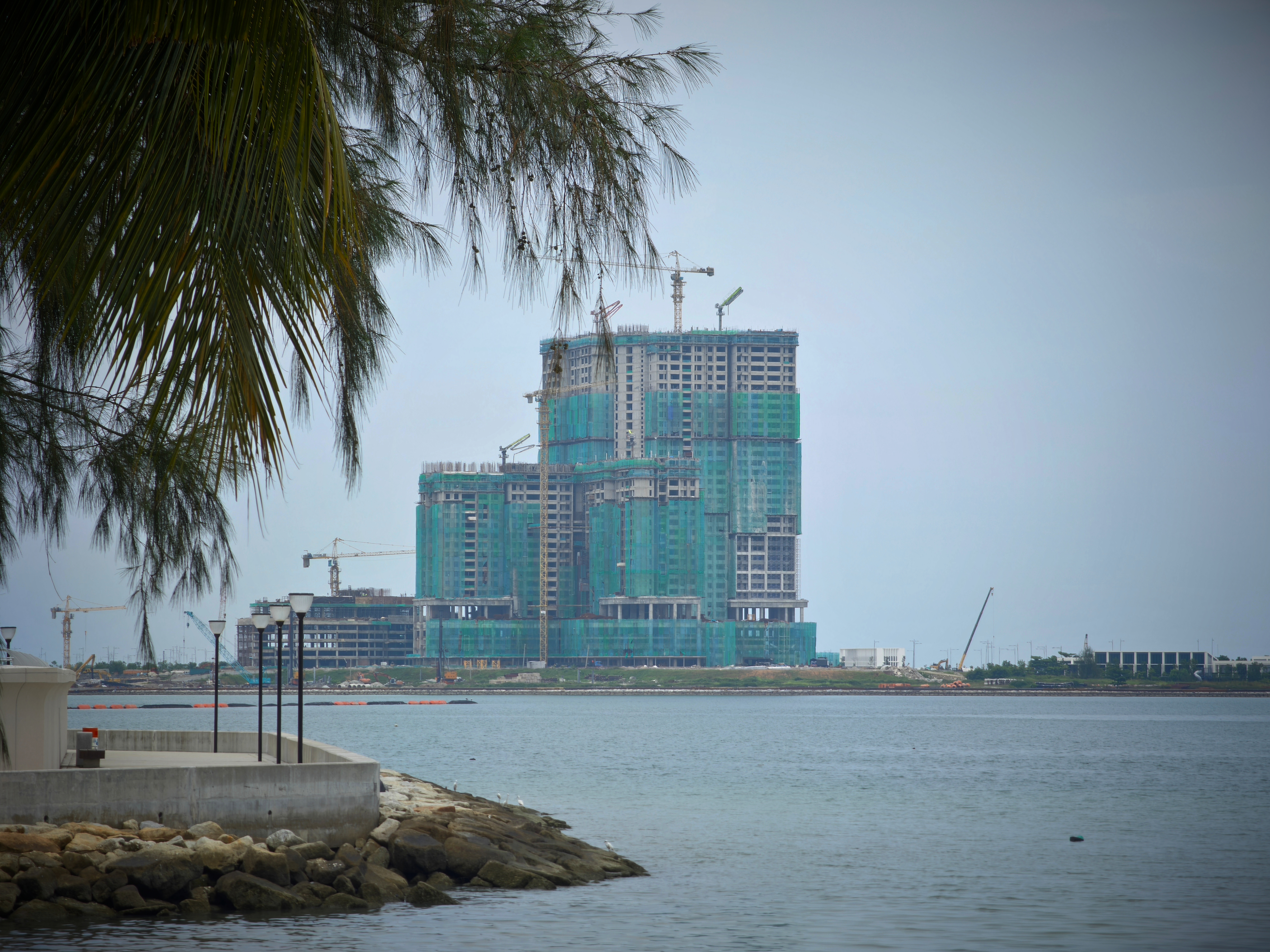
املاک مِگ و اریکا، اولین املاک جزیره اندامان هستند که در حدود سال ۲۰۲۴ در دست ساخت می‌باشند.

جزیره اندامان توسط توسعه‌دهنده محلی شرکت ایسترن اَند اورینتال برهاد، به عنوان یک ناحیه یکپارچه با کاربری مختلط و با ارزش ناخالص توسعه‌ای ۱۷ میلیارد رینگیت مالزی، در حال احیا است. فاز اول پروژه احیا در سال ۲۰۱۹ تکمیل شد و مسیر را برای ساخت مِگ و اَریکا، اولین املاک مسکونی در این جزیره هموار کرد. در سال ۲۰۲۳ این جزیره از طریق پل جاده‌ای به تانجونگ پینانگ متصل شد در حالی که پل دوم بین جزیره و گرنی درایو در حال ساخت است.
در سال ۲۰۲۴، شرکت ایسترن اَند اورینتال برهاد از یک طرح جامع ۶۰ میلیارد رینگیتی رونمایی کرد که سه بخش از جزیره – خط ساحلی، گرنی گرین و کنار کانال - را در بر می‌گیرد. پیش‌بینی می‌شود توسعه این بخش‌ها تا سال ۲۰۳۰ تکمیل شود. همچنین پیشنهادهایی برای تعیین جزیره اندامان به عنوان منطقه ویژه اقتصادی ارائه شده است.